# Georges Louis Hyon
Pour les articles homonymes, voir Hyon (homonymie).
Georges Louis Hyon est un peintre et illustrateur de sujets militaires né le 5 juillet 1840 à Paris (ancien 6e arrondissement) et mort le 6 décembre 1913 à Saint-Germain-en-Laye.

## Biographie
C'est au début de la décennie 1870 que Hyon crée la toile Épisode de la guerre franco-prussienne qui est conservée dans les collections du Kelvingrove Art Gallery and Museum de Glasgow. Georges Louis Hyon débute comme illustrateur au Journal amusant et au Petit Journal pour rire de 1867 à 1870. On retrouve l'artiste comme collaborant à L'Illustration après 1891.
Hyon se marie à Paris en 1869 avec Julie Antoinette Fregnier. Veuf en 1905, il épouse en secondes noces Éléonore Letrun. Il est inhumé au cimetière des Batignolles le 9 décembre 1913.

## Expositions
- Salon de peinture et de sculpture, Paris, de 1875 à 1880[9].
- Salon de 1885, où il expose les grenadier de la garde dans la journée du 16 aout[10]
- Société des arts de Saint-Quentin et du département de l'Aisne, Saint-Quentin, 1877.
- Napoléon and Eugénie, opulence and splendor of French Second Empire, Nassau County Museum of Art (en), Roslyn Harbor ; œuvre accrochée : L'Empereur Napoléon III et le Roi Victor-Emmanuel II passant en revue les grenadiers à pieds de la garde impériale, huile sur toile, 65 × 92 cm.

## Œuvres

le retour de l'ile d'Elbe, George Hyon
prisonniers russes escortés par les Hussards, George Hyon
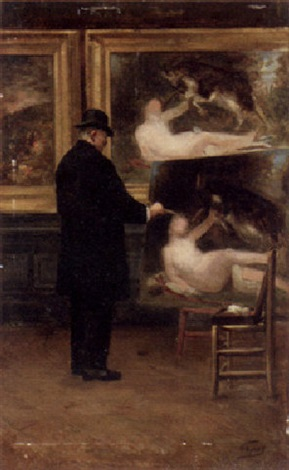
autoportrait de George Hyon copiant un tableau de Bouguereau, George Hyon
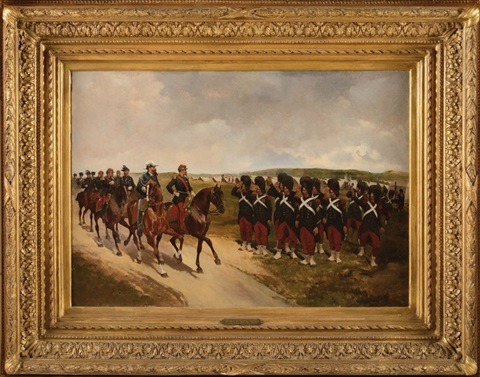
Hyon L'Empereur Napoléon III et le roi Victor Emmanuel II passant en revue les grenadiers à pieds de la garde impériale, George Hyon.

## Réception critique
- « Un peintre qui s'est consacré uniquement aux sujets militaires, avec un talent particulier dans la représentation des chevaux. » - Gérald Schurr[11]

## Collections publiques

### France
- Musée Crozatier, Le Puy-en-Velay, Le drapeau du 2e régiment de zouaves décoré à Magenta par le Général de Mac Mahon[9].
- Musée de la bataille du 6 août 1870, Wœrth, Charge des Lanciers, huile sur toile, 65 × 92 cm[12].

Charge deslanciers, George Hyon,, huile sur toile, musée de la bataille du 6 aout 1870- Woerth

- Musée de Bourbonne-les-Bains, Un grenadier de la Grande Armée, huile sur toile, 50,4 × 41,6 cm.

### Royaume-Uni
- Kelvingrove Art Gallery and Museum, Glasgow, Épisode de la guerre franco-prussienne, 1870 ou 1871[14].

Épisode de la guerre Franco Prussienne, 1870,, huile sur toile, Glasgow musuems